# Вендетта. Банды Атланты
«Вендетта. Банды Атланты» (англ. Vendetta) — американский  боевик режиссёра Джареда Кона. В США фильм вышел в ограниченном прокате и в онлайн-кинотеатрах 17 мая 2022 года.

## Сюжет
В пригороде Джорджии семьянин и бывший морской пехотинец Уильям отправился поужинать со своей 16-летней дочерью Кэт, игроком в софтбол, с мечтой играть на профессиональном уровне. Пока Уильям забирает еду, Кэт остаётся в машине, где её убивают братья Рори и Дэнни от имени их отца, вора в законе Донни. Вскоре их арестовывают власти, но Донни фальсифицирует суд, позволяя Дэнни выйти на свободу. Уильям решает выследить и убить Дэнни на следующую ночь. В ярости Донни и Рори встают на путь мести, чтобы устранить Уильяма. 

## В ролях
- Клайв Стэнден — Уильям Дункан
- Тео Росси — Рори Феттер
- Майк Тайсон — Роуч
- Томас Джейн — Данте
- Брюс Уиллис — Донни Феттер
- Кэбот Басден — Дэнни Феттер
- Мэдди Николс — Кэт Дункан
- Джеки Мур — Луна
- Курт Юе — детектив Чен
- Рэнди Гонзалез — Дельгадо
- Лорен Бульоли — Джен Дункан
- Дастин Льюис — доктор
- Дэррил Диллард — офицер полиции

## Прокат
В Кувейте и Ливане фильм вышел в прокат 19 мая 2022 года, в России — 2 июня 2022 года, Республике Корея — 20 января 2023 года.